# プライムニュースさんいん
『プライムニュースさんいん』（PRIME news san-in）は、2018年4月2日から2019年3月31日まで山陰中央テレビジョン放送（TSK）で夕方に放送されていた島根・鳥取両県向けのローカルワイドニュース番組である（フジテレビ発の全国ニュース『プライムニュース イブニング』を内包）。新聞ラテ欄には『プライムNさんいん』（"N"は記号ではなかった）とクレジットされていた。

## 概要
キー局であるフジテレビが新たな夕方の報道番組として『プライムニュース イブニング』をスタートさせることに伴い、2015年3月30日から約3年間続いた『TSK みんなのニュース』の後継番組として2018年4月2日に放送を開始した。TSKでは多くの系列局と同様に『プライムニュース』に移行後も全国ニュースとタイトルを統一し、ローカルニュース部においても『プライムニュース』を冠していた。しかし、局の略称であるTSK（Television Shimane K.K.）ではなく、放送エリアのさんいんをかぶせていた。これはTSKの夕方ローカルニュースとしては他に例がなく、後継番組は『TSK Live News it!』となり、またTSKをかぶせる形に戻った。
また、当番組から週末の夕方ニュースも平日版と統一された。これは『TSKスーパータイム→TSKザ・ヒューマン』以来20年ぶりのこととなる。
番組のロゴはフジテレビのロゴを少しかえて使用している。
- カラーリング：PRIMEnewssan-in

上の段に『PRIME』、下の段に『news san-in』と表記。

## 放送時間
プライムニュースシリーズのテロップ配置の関係上、時刻表示（CM中も含む）はTSKの通常サイズのそれより小さく、天気ループもローカルパート中（天気予報時を除く）の画面右上に表示された。
平日版
- 2018年4月2日 - 現在 月曜日 - 金曜日 16:50 - 19:00
  - このうち、16:50 - 18:14・18:50 - 19:00は東京発の『プライムニュース イブニング』18:50からのパートは2018年10月から

週末版
- 2018年4月7日 - 現在 土曜日・日曜日 17:30 - 18:00
  - このうち、17:30 - 17:46は東京発の『プライムニュース イブニング』

## キャスター
特記以外は全員、TSKアナウンサー

### 現在
平日
- キャスター
  - 山根収 山下桃（月 - 木）
  - 岡本敦 坂西美香（金）

- コメンテーター
  - 藤原義光（ふるさと島根定住財団顧問）
  - 高尾雅裕（山陰中央新報社取締役編集担当）
  - 上定昭仁（日本政策投資銀行松江事務所長）
  - 豊田寿行（公立鳥取環境大学准教授）

- 天気予報
  - 藤谷裕介（気象予報士）

週末
- キャスター
  - TSKアナウンサーのシフト勤務

### 過去
| 期間          | 期間          | キャスター | キャスター | キャスター | キャスター | キャスター | キャスター |
| 期間          | 期間          | 男性       | 男性       | 女性       | 女性       | 女性       | 女性       |
| 期間          | 期間          | 月 - 木    | 金         | 月・火     | 水         | 木         | 金         |
| ------------- | ------------- | ---------- | ---------- | ---------- | ---------- | ---------- | ---------- |
| 2018年4月2日  | 2018年9月28日 | （不在）   | （不在）   | 山下桃     | 五十嵐希   | 坂西美香   | 坂西美香   |
| 2018年10月1日 | 2019年3月29日 | 山根収     | 岡本敦     | 山下桃     | 山下桃     | 山下桃     | 坂西美香   |